# مسیح‌شناسی
مسیح‌شناسی یا کریستولوژی (به انگلیسی: Christology) حوزهٔ مطالعاتی در الهیات مسیحی است که زمینهٔ اصلی آن هستی‌شناسی و شخص عیسی طبق انجیل‌ها و عهد جدید است. موضوعات اصلی این علم شامل هستی‌شانسی و شخص عیسی و ارتباط او با خدای پدر است. نظرات پولس جزء عمده‌ای از مسیح‌شناسی عصر حواریون را شکل می‌داد. ازلی بودن مسیح به هستهٔ مرکزی مسیح‌شناسی تبدیل شد.
پس از عصر حواریون، کلیسای اولیه درگیر منازعات شدید و عمدتاً دارای جنبهٔ سیاسی دربارهٔ موضوعاتی مرتبط با یکدیگر شد. مسیح‌شناسی نقطهٔ تمرکز اصلی این منازعات شد و همهٔ هفت شورای سراسری اولیه موضوعات مسیح‌شناسی را در دستور کار داشتند. شوراهای دوم تا چهارم را عموماً «شوراهای مسیح‌شناسی» می‌نامند. سه شورای بعدی تفاسیر اشتباه را محکوم می‌کردند. شورای خلقیدون قاعده‌سازی وجود مسیح (به صورت دو طبیعت انسانی و خدایی) را مورد توجه قرار داد. اختلافات ناشی از مسائل سیاسی در سدهٔ چهارم میلادی منجر به جدایی و شکل‌گیری نخستین مذاهب مسیحی شد.
توماس آکویناس در سدهٔ سیزدهم نخستین مسیح‌شناسی نظام‌مند را ارائه کرد که منجر به حل شدن شماری از موضوعات موجود شد. در قرون وسطی «تصویر مهربان عیسی» به عنوان یک دوست و منبع زندهٔ عشق و آرامش نیز ظهور یافت.

## آغاز

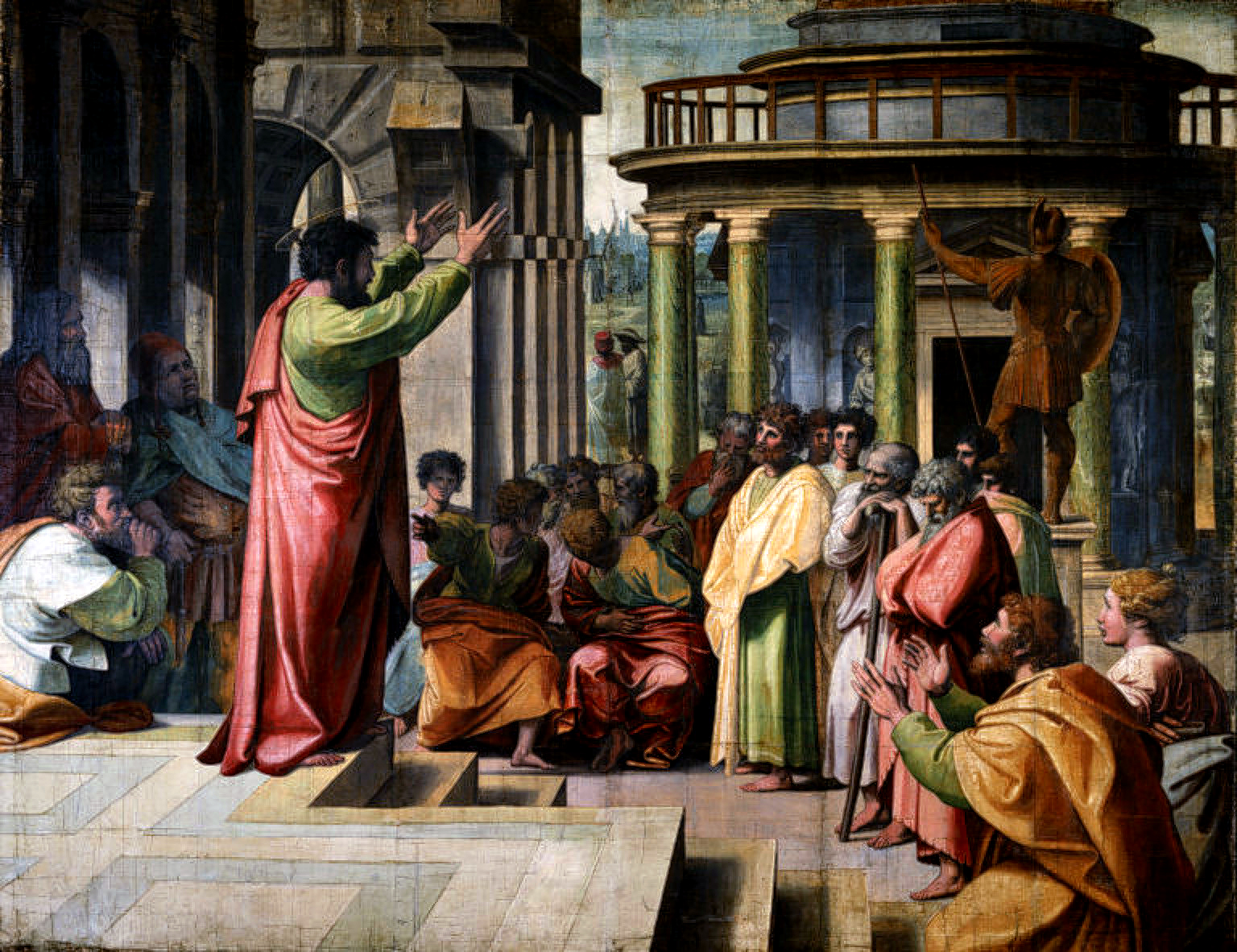
پولس در حال موعظه در آتن، اثر رافائل، ۱۵۱۵

مسیحیان اولیه با انبوهی از مفاهیم و ایده‌های تازه دربارهٔ زندگی، مرگ و رستاخیز مسیح و نیز نجات و رستگاری روبرو بودند و باید از عبارات، تصاویر و ایده‌های تازه‌ای برای درک این مفاهیم بهره می‌بردند. غالب عبارات و ساختارهای موجود که در دسترس آنان بود، برای بیان این مفاهیم دینی ناکافی بود و این شکل‌های تازهٔ مباحثه منجر به آغاز مسیح‌شناسی شد. مسیح‌شناسی تلاشی برای درک، تفسیر و بحث دربارهٔ فهم آنان از طبیعت مسیح بود.
افزون بر این، از آن‌جایی‌که مسیحیان نخستین باید مفاهیم خود را به شنوندگان تازه‌ای که در آن زمان تحت تأثیر فلسفهٔ یونانی بودند، توضیح می‌دادند، باید استدلالاتی را ارائه می‌کردند که گاه با باورهای شنوندگان تشدید می‌شد و گاه شنوندگان با آنان مقابله می‌کردند. نمونهٔ کلیدی آن موعظهٔ آروپاگوس آتن توسط پولس بود. او تلاش کرد مفاهیم اساسی دربارهٔ عیسی را به مخاطبان یونانی انتقال دهد و این موعظه برخی عناصر کلیدی مباحثات آیندهٔ مسیح‌شناسی را که نخست توسط پولس مطرح شده بود، نشان می‌دهد.
در زبان آرامی، ماری شکل بسیار محترمانهٔ خطاب مؤدبانه بود که معنایی فراتر از معلم داشت و بیشتر مشابه ربی بود. چون عبارت ماری رابطهٔ میان عیسی و شاگردانش را بیان می‌کرد، اصطلاح یونانی کیریوس برای نشان دادن سروری او بر جهانیان به کار رفت.

### عصر رسولان

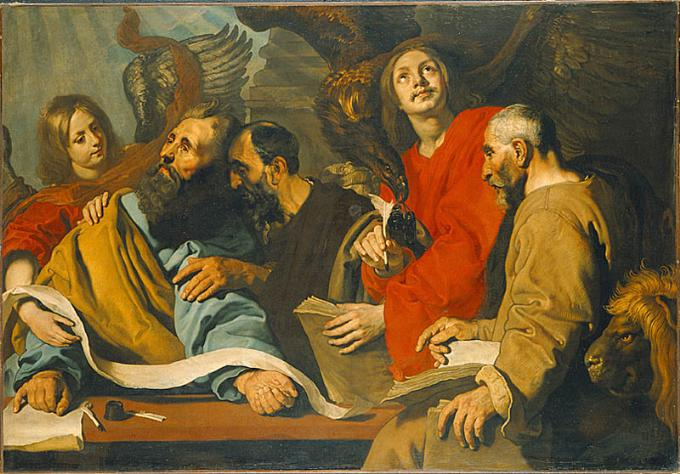
چهار کشیش، اثر پیتر سوتمان، سدهٔ هفدهم میلادی

هیچ اثر مکتوبی از عیسی باقی نماند و مطالعهٔ مسیح‌شناسی‌های گوناگون عصر رسولان بر پایهٔ اسناد مسیحی اولیه انجام می‌شود. انجیل‌ها برش‌هایی از زندگی عیسی و برخی کارهای او را فراهم می‌کرد؛ ولی نویسندگان عهد جدید علاقهٔ زیادی به گاه‌شناسی دقیق عیسی یا انطباق زمانی برش‌های زندگی او نداشتند.
مسیح‌شناسی‌های قابل گردآوری از سه انجیل هم‌نوا عموماً به جنبه‌های بشری عیسی و گفته‌ها، تمثیل‌ها و معجزه‌های او می‌پردازند. انجیل یوحنا دیدگاهی دیگر را نشان می‌دهد که بر جنبهٔ الهی مسیح تمرکز دارد. چهارده آیهٔ نخست انجیل یوحنا به الوهیت عیسی به عنوان کلمه خدا (لوگوس) و ازلی بودن او اختصاص دارد و بر اهمیت کیهانی او تأکید می‌کند.
پولس بیشترین مشارکت را در مسیح‌شناسی عصر رسولان داشت. تمرکز مسیح‌شناسی پولس بر انتثال نظریهٔ ازلی بودن مسیح و شناخت مسیح با عنوان کیریوس است. در رساله‌های پولس، کیریوس حدود ۲۳۰ بار برای اشاره به عیسی به کار رفته‌است. به نظر پولس، سروری وحی مسیح بر همهٔ ادیان الهی دیگر، نتیجهٔ این حقیقت بود که مسیح پسر خدا است. با این حال، برخی مورخان دیدگاهی که اعتقاد دارد پولس ایدهٔ الهی بودن عیسی را معرفی و عیسای واقعی را تحریف کرده‌است، رد کرده‌اند. به عقیدهٔ ریچارد بوکهم، پولس به اندازه‌ای اثرگذار نبود که بتواند دکترین مرکزی مسیحیت را ایجاد کند. پیش از آغاز فعالیت تبلیغی او نیز گروه‌هایی از مسیحیان در آن ناحیه حضور داشتند. دوازده حواری اورشلیم، نخستین مرکز مسیحیت بودند. خود پولس با رهبران مسیحی در اورشلیم مشورت می‌کرد و از آنان راهنمایی می‌خواست. به استدلال این پژوهشگران، اگر خود عیسی ادعای خدایی بودن نمی‌کرد، رهبران مسیحی اولیه که یکتاپرستان مذهبی یهودی بودند به چنین توافق گسترده‌ای مبنی بر خدایی بودن او دست نمی‌یافتند؛ بلکه عیسی را صرفاً معلم یا پیامبر محسوب می‌کردند.

### مجادلات پس از حواریون

طیف مسیح‌شناسی طی سده‌های پنجم تا هفتم میلادی نشان دهندهٔ دیدگاه‌های کلیسای شرقی (آبی کمرنگ)، کلیساهای میافیزیت (صورتی) و کلیساهای ارتدکس شرقی و کاتولیک (بنفش کمرنگ)

پس از عصر رسولان، از سدهٔ دوم میلادی به بعد مجادلاتی پیرامون نحوهٔ ارتباط ذات انسانی و خدایی عیسی شکل گرفت. از این زمان به بعد، رویکردهای متفاوت و متضادی در میان گروه‌های گوناگون توسعه یافت. برای نمونه، آریانیسم خدایی بودن مسیح را تأیید نکرد. ابیونی‌ها استدلال می‌کردند که عیسی فانی است، در حالی که از منظر گنوستیسیسم مسیح صرفاً روحی بود که در بدن مادی تجلی یافته بود. تنش‌های ناشی از این اختلافات منجر به جدایی فرقه‌های مسیحی در سده‌های دوم و سوم شد و در سده‌های چهارم و پنجم شوراهای سراسری برای مقابله با این مشکلات تشکیل شد. در نهایت، شورای خلقیدون در سال ۴۵۱ به اتحاد هیپوستاتیک حکم داد که طبق آن، مسیح دارای یک طبیعت انسانی و یک طبیعت خدایی است که بدون اختلاط یا گسستگی با هم متحد شده‌اند. شاید از منظر برخی پژوهشگران نوین، این مجادلات بر سر مباحث الهی باشد؛ ولی در فضایی از عوامل سیاسی بحث‌برانگیز شکل گرفت که بازتابی از روابط قدرت‌های زمان و رهبران دینی بود. این مجادلات منجر به جدایی‌هایی شد که یکی از آن‌ها جدایی کلیسای مشرق از کلیسای روم بود.
در شورای نخست نیقیه افراد الهی و روابط آنها با یکدیگر تعریف شد و در شورای قسطنطنیه به تصویب رسید. طبق این تعریف، یک خدا در سه شخص (پدر، پسر و روح‌القدس) وجود دارد. به ویژه هم‌گوهری پسر با پدر تأیید شد. اعتقادنامه نیقیه انسان کامل و خدای کامل بودن عیسی را اعلام کرد.
شورای نخست افسوس برای بررسی دیدگاه‌های نستوریوس دربارهٔ مریم‌شناسی فراخوانده شد، مسائل به زودی به مسیح‌شناسی گسترش یافت و جدایی‌هایی را به دنبال داشت. این شورا به دلیل دفاع نستوریوس از آناستازیوس و رد کردن عنوان تئوتوکوس (مادر خدا) برای مریم توسط نستوریوس و پس از آن، مخالفت با پروکلس لیکایوس طی خطبه‌ای در قسطنطنیه فراخوانی شد. پاپ سلستین یکم (که در آن زمان به دلایل دیگری از نستوریوس ناراضی بود) در این مورد به سیریل اسکندریه نامه نوشت و او شورا را هماهنگ کرد. طی شورا نستوریوس از موقعیت خود دفاع کرد و چنین استدلاال کرد که باید دو شخص مسیح شامل یک خدا و یک انسان وجود داشته باشد و مریم مادر انسان است. بنابراین نباید مادر خدا نامیده شود. در افسوس مناظره بر سر یک یا دو طبیعت مسیح به نتیجه رسید.
در سال ۴۳۱ شورای افسوس به بحث پیرامون میافیزیسم (دو طبیعت متحد در یک جسم)، دوطبیعت گرایی (دو طبیعت همزمان پس از اتحاد هیپوستاتیک)، تک‌طبیعت گرایی و نسطوری (دو ذات) پرداخت. از منظر مسیح‌شناسی، شورا میافیزیسم را تصویب کرد. شورای خلقیدون دوطبیعت گرایی را تأیید کرد. ارتدوکسی مشرقی این شورا و شوراهای بعدی را نپذیرفت و اعتقاد خود مبنی بر میافیزیسم را که در شوراهای نیقیه و افسوس تصویب شده‌بود، ادامه داد. این شورا عنوان تئوتوکوس را نیز تأیید و نستوریوس را تکفیر کرد.
شورای خلقیدون در سال ۴۵۱ بسیار اثرگذار بود و نقطهٔ عطف کلیدی در بحث‌هیا مسیح‌شناسی بود که منجر به جدایی کلیسای امپراتوری بیزانس در سدهٔ پنجم شد. این شورا آخرین شورایی بود که از نظر بسیاری از انگلیکان‌ها و بیشتر پروتستان‌ها سراسری دانسته می‌شد. شورای خلقیدون کاملاً درک دوطبیعت گرای پاپ لئون یکم را ترویج داد. مهم‌تر از همه، برتری بی‌چون‌وچرای رم را بر شرقیانی که شورای خلقیدون را پذیرفته بودند اعلام کرد. با تأیید فرمول هورمیسداس توسط خلقیدونی‌های شرقی در سال ۵۱۹ این مطلب دوباره تأیید شد. البته اعتقادنامه خلقیدون پایان‌بخش همهٔ بحث‌های مسیح‌شناسی نبود؛ ولی عبارات مورد استفاده را روشن کرد و نقطهٔ مرجع بسیاری از مسیح‌شناسی‌های آینده شد. بیشتر شاخه‌های اصلی مسیحیت غربی یعنی کلیسای کاتولیک، کلیسای ارتدکس شرقی، انگلیکان، لوتریانیسم و کالوینیسمفرمول‌بندی خلقیدونی مسیح‌شناسی را می‌پذیرند؛ در حالی که بسیاری از شاخه‌های مسیحیت شرقی یعنی کلیسای ارتدکس سریانی، کلیسای آشوری شرق، ارتدکس قبطی، کلیسای ارتدکس توحیدی اتیوپی و کلیسای حواری ارمنی آن را رد می‌کنند.